# Difusió general
La difusió general (en anglès broadcast) són aquells sistemes de comunicació on hi ha un emissor i múltiples receptors.

## Tipus de sistemes de difusió general
Entenem com difusió general tota manera de fer arribar informació des d'un emissor fins a múltiples receptors. Així, es podria dir que la premsa escrita va ser el primer medi de difusió general que va existir.
A mesura que la tecnologia ha anat avançant, s'han creat nous medis de difusió d'informació, tecnologies que utilitzen la comunicació punt a multipunt, com pot ser la ràdio o la televisió, que tenen un emissor per a múltiples receptors, o les xarxes informàtiques, que tenen un emissor (servidor) que atén a les peticions d'informació (receptors).

## Televisió i ràdio
Ambdós sistemes tenen la cobertura limitada, segons la potència del seu emissor. Quan tenim un sistema de difusió de poca potència, el senyal només arriba a una àrea petita. Es diu que el sistema té una cobertura a nivell local i en aquest grup entrarien les estacions de ràdio i de televisió locals. Quan es vol aconseguir una cobertura a nivell nacional s'utilitzen repetidors de senyal amb la fi de què el senyal arribi a tots el receptors. Una altra manera de difondre el senyal als receptors és mitjançant un satèl·lit, amb el satèl·lit es pot aconseguir una cobertura gairebé continental. Amb les noves tècniques de digitalització, s'han creat nous estàndards per a la difusió d'àudio DAB o televisió DVB. Aquests estàndards permeten una millor optimització de l'espectre radioelèctric. La digitalització de l'àudio i el vídeo també permet un nou tipus de difusió, com la televisió per Internet o la Ràdio per Internet.

## Xarxes informàtiques
En la radio i la televisió, s'emet en broadcast contínuament, mentre que en les xarxes informàtiques hi ha maneres diferents de comunicar-se:
- Broadcast: La informació arriba a tots els nodes de la xarxa.
- Multicast: La informació arriba a múltiples nodes, però no a tots.
- Unicast: La informació només arriba a un node.
- Anycast: La informació s'envia al més proper o al millor.

broadcast
anycast
multicast
unicast

Per exemple, en una xarxa d'àrea local, és possible la difusió de qualsevol trama de dades a totes les estacions de la xarxa, per fer-ho es posa com a adreça MAC de destí una direcció especial, que en ethernet és: FF.FF.FF.FF.FF.FF. A diferència dels sistemes mencionats, les xarxes informàtiques i el seu conjunt, Internet, són el medi de difusió que té una cobertura mundial, ja que el medi pel que viatja la informació no és l'aire, sinó tota una xarxa de xarxes interconnectades. Internet s'ofereixen serveis com World Wide Web, difusió per web, streaming, podcàsting… que han fet que la difusió d'informació, tant escrita com audiovisual augmenti d'una manera considerable. Un clar exemple és el portal web YouTube, on cada dia els usuaris carreguen milers de vídeos que els altres usuaris poden veure a través de streaming.